# Anne Nuorgam
Anne Nuorgam, född 22 december 1964 i Utsjoki by, Finland, är en finländsk samisk jurist och politiker. Sedan år 2000 är hon ledamot av Sametinget (Finland) och är sedan april 2019 ordförande för FN:s permanenta forum för ursprungsfolk, UNFPII.
Nuorgam arbetar som chef för Samerådets enhet för mänskliga rättigheter. Hon har en masterexamen i juridik och skriver för närvarande en avhandling vid Lapplands universitet.